# 컨닝 타케야마
컨닝 타케야마(일본어: カンニング竹山, 1971년 4월 2일 ~ )는 일본의 탤런트, 배우이다. 본명은 타케야마 타카노리(일본어: 竹山 隆範 たけやま たかのり[*]). 후쿠오카시 출신.

## 참여 작품

### 정기적 출연
- 런던하츠
- 타모리 클럽

### 비정기 버라이어티 출연
- 우타방

### TV 드라마
- 바텐더 (만화)
- 노부나가의 셰프
- 하나코와 앤
- 이다텐~도쿄 올림픽 이야기~

### 영화
- 혐오스런 마츠코의 일생 (영화)
- 헷지
- BECK (만화)
- 닌자터틀: 어둠의 히어로
- 뇌내 포이즌 베리
- 남자는 괴로워 - 어서와 토라

### 광고
- 아미티빌의 저주
- 규슈 전력
- 닌텐도 3DS 대역전재판 -나루호도 류노스케의 모험-